# Рудня (Гиженский сельсовет)
Рудня (бел. Рудня) — деревня в Гиженском сельсовете Славгородского района Могилёвской области Беларуси. Расположена возле реки Крупка в 24 км от Славгорода, в 78 км от Могилёва, в 22 км от железнодорожной станции Веремейки. Население — 16 человек (2011).

## История
Впервые упоминается в XVIII веке. В 1777 году деревня в составе Чериковского уезда Могилёвской губернии. С 1842 года работал кожевенный завод, в 1855 году открылся второй завод. В 1909 году в составе Пропойской волости Быховского уезда.
С 1919 года в Гомельской губернии РСФСР. С 1924 по 1930 годы в Пропойском районе Могилёвского округа БССР, с 15 января 1938 года в Могилёвской области.
В 1931 году создан колхоз «Спартак».
Во время Великой Отечественной войны с начала августа 1941 года по 3 октября 1943 года была захвачена немецкими войсками. В мае 1943 года здесь находился партизанский полк Сергея Гришина — «Тринадцать», также около деревни располагались партизаны особых отрядов № 15 и № 48.
С 1962 по 1965 годы в Чаусском районе. В 1990 году в составе колхоза «40 лет Октябрю» с центром в деревне Ходорово. Работала ферма крупного рогатого скота.
Деревня пострадала от аварии на Чернобыльской АЭС и попала в зону с правом на отселение.
В 2007 году работали клуб, магазин.